# Línea L6 (Montevideo)
La línea L6 es una línea local de Montevideo que opera entre las terminales Cerro y Paso de la Arena. 

## Características
En los días hábiles la línea opera con una frecuencia de entre cuarenta y veinticinco minutos. Mientras que los días sábados cuenta con una frecuencia cada 35 minutos y en el caso de los días domingos y festivos la misma es de 70 minutos. 

## Recorridos
Circula por los barrios Cerro, Cerro Norte, La Boyada, Las Torres y Paso de la Arena.
| Ida - Zona B (Terminal del Cerro) - Avenida Carlos María Ramírez - Federico Capurro - Camino de Las Tropas - Samuel Lafone - Lucio Rodríguez - Camino Paso La Boyada - Camino Cibils - Avenida Luis Batlle Berres - (Terminal de Paso de la Arena) | Vuelta - (Terminal de Paso de la Arena) - Avenida Luis. Batlle Berres - Camino Tomkinson - Camino Cibils - Los Nogales - Francisco de Goya - Los Cedros - Maracaná - Calle 3 - Primera al Norte - Camino Cibils - Camino Paso La Boyada - Lucio Rodríguez - Samuel Lafone - Camino de Las Tropas - Federico Capurro - Filipinas - Avenida Carlos María Ramírez - Avenida Santín Carlos Rossi - Dr. Pedro Castellino - Zona B (Terminal del Cerro) |